# Seznam slovenských hráčů v KHL v sezóně 2012/2013
Toto je seznam hráčů Slovenska v sezóně 2012/2013 KHL.
- HC Slovan Bratislava • Martin Bakoš • Milan Bartovič • Mário Bližňák • Marko Daňo • Ivan Datelinka • Vladimír Dravecký • Libor Hudáček • Jaroslav Janus • Branislav Konrád • Andrej Kudrna • Roman Kukumberg • Milan Kytnár • Ján Lipiansky • Patrik Luža • Vladimír Mihálik • Michel Miklík • Juraj Mikúš • Tomáš Mikuš • Bruno Mráz • Miroslav Preisinger • Miroslav Šatan • Andrej Sekera • Michal Sersen • Martin Štajnoch • Andrej Šťastný • Ivan Švarný • Marek Svatoš • Jan Tabáček • Peter Trška • Ľubomír Višňovský • Peter Ölvecký
- HC Lev Praha • Ľuboš Bartečko • Zdeno Chára • Lukáš Cingeľ • Marcel Hossa • Marcel Melicherčík • Juraj Mikuš • Juraj Mikúš • Michal Sersen • Tomáš Surový
- HK Donbass • Ján Laco • Tomáš Matoušek • Jaroslav Obšut • Peter Podhradský
- HK Spartak Moskva • Ján Lašák • Jaroslav Obšut • Branko Radivojevič • Štefan Ružička
- Avtomobilist Jekatěrinburg • Branislav Mezei • Rastislav Špirko
- Salavat Julajev Ufa • Ivan Baranka • Štefan Ružička
- Amur Chabarovsk • Ján Lašák
- Avangard Omsk • Tomáš Záborský
- CSKA Moskva • Rastislav Staňa
- Dynamo Moskva • Dominik Graňák
- CHK Neftěchimik Nižněkamsk • Martin Cibák
- HK Sibir Novosibirsk •	Kristián Kudroč
- HK Jugra Chanty-Mansijsk •	Tomáš Starosta